# فایندن
فایندن (به انگلیسی: Finedon) یک روستا و محله مدنی در بریتانیا است که در Wellingborough واقع شده‌است. فایندن ۴٬۳۰۹ نفر جمعیت دارد.